# ستارتسی
ستارتسی (به صربی: Starci) یک منطقهٔ مسکونی در صربستان است که در الکساندراواک واقع شده‌است. ستارتسی ۵۳ نفر جمعیت دارد.